# Међународни кодекс номенклатуре алги, гљива и биљака
Међународни кодекс номенклатуре алги, гљива и биљака (енгл. International Code of Nomenclature for algae, fungi, and plants), скраћено ICN, систем је којим се класификују природни биљни облици. Основа научних имена је латински језик, грчки језик, или су имена латинизирана. На пример бедрница, српска панчићија или Pancicia serbica Vis. има латинизиран назив рода и назив врсте. Ова номенклатура је пре 2011. била позната као ICBN (енгл. International Code of Botanical Nomenclature).
Ако се као пример узме дивља ружа (шипак), класификација је следећа: Дивља ружа је врста; њен научни назив је Rosa canina L.
Rosa је име рода (genus) и пише се великим словом, canina је име врсте (атрибут) и значи „псећа” (од canis — пас), увек се пише малим словом, а L. означава иницијал аутора (у овом случају Linne).
Врста R. canina L. припада секцији: Caninae Crép. (François Crépin) подрода: Cynorhodon Dumort. (Graf Barthélemy Charles Joseph Dumortier) псећих ружа од латинизираног грчког κυων (кион) — пас и ροδον (родон) — ружа.
Род Rosa L. припада потпородици Rosoideae Focke (Wilhelm Olbers Focke), породици Rosaceae Juss. (Antoine Laurent de Jessieu), подреду Rosineae, реду Rosales. Овај ред сврстан је у подкласу Rosideae, класе Magnoliopsida (syn. Dicotyledones), одељка Magnoliophyta (syn. Angiospermae — скривеносеменице).
Понекад у давању имена таксону учествује више аутора из различитих разлога. Тако је на пример оморика у време када ју је открио Јосиф Панчић, 1875. године, сврстана у род Pinus јер су родови смрче (Picea), јеле (Abies) и борова (Pinus) били обухваћени тадашњим заједничким родом Pinus. Тада је оморика добила назив Pinus omorika Pančić, да би ревизијом рода Pinus сврстана у нови род — род смрче (Picea) и добила данашњи назив Picea omorika (Pančić) Purkyne. Име Панчића се због тога пише у загради, а иза њега је име Purkyne (Emanuel Ritter von Purkyne) који је извршио ревизију рода Pinus и посредно комплетирао данашњи назив оморике.
Занимљиво је проанализирати и имена категорија нижих од врсте (тзв. унутарврсних таксона). Rosa canina има, на пример, подврсту која носи назив R. canina subsp. dumetorum (Thuill.) Parment. Име значи она која расте у живици (лат. dumeto- – омеђити, кољем оградити). Antoine Auguste Parmentier ју је окарактерисао као подврсту псеће руже. Код унутарврсних таксона (подврста, варијетет, форма) иза имена врсте без аутора пише се скраћеница subsp., var. или f. и име таксона малим словом, следи име аутора унутарврсног таксона: Oenothera macrocarpa ssp. oklahomensis (Norton) W. L. Wagner, Ако је у питању основни унутарврсни таксон (некадашња typica) име подврсте је идентично са именом врсте и аутор имена врсте остаје, а подврста нема аутора: Oenothera macrocarpa Nutt. ssp. macrocarpa.
Поред правила које прописује ботаничка номенклатура, и која важи за природне таксоне, постоји и номенклатура културних биљака. За ову групу биљака правила прописује ICNCP (енгл. International Code of Nomenclature for Cultivated Plants).
Родови и нижи таксони (врсте, подврсте), пишу се искошено, за разлику од породица и виших таксона. Изузетак од овог правила су вируси, бактерије и гљиве, код којих се и породице пишу искошено.